# 3 000 m steeple féminin à la Ligue de diamant 2012
Navigation
2011
L'épreuve du 3 000 mètres steeple féminin de la Ligue de diamant 2012 se déroule du 19 mai au 30 août 2012. La compétition fait successivement étape à Shanghai, Eugene, Oslo, Paris, Londres, Stockholm et Zurich.

## Calendrier
| Date               | Meeting             | Ville     | Pays        |
| ------------------ | ------------------- | --------- | ----------- |
| 19 mai 2012        | Golden Grand Prix   | Shanghai  | Chine       |
| 2 juin 2012        | Prefontaine Classic | Eugene    | États-Unis  |
| 7 juin 2012        | Bislett Games       | Oslo      | Norvège     |
| 6 juillet 2012     | Meeting Areva       | Paris     | France      |
| 13-14 juillet 2012 | London Grand Prix   | Londres   | Royaume-Uni |
| 17 août 2012       | DN Galan            | Stockholm | Suède       |
| 30 août 2012       | Weltklasse          | Zurich    | Suisse      |

## Résultats
| Date | Meeting   | 1er                                    | 1er   | 2e                                   | 2e    | 3e                                  | 3e    |
| --- | --------- | -------------------------------------- | ----- | ------------------------------------ | ----- | ----------------------------------- | ----- |
| 19 mai 2012 | Shanghai  | Milcah Cheywa 9 min 15 s 81 (WL, MR)   | 4 pts | Sofia Assefa 9 min 16 s 83           | 2 pts | Lydiah Chepkurui 9 min 22 s 66 (PB) | 1 pt  |
| 2 juin 2012 | Eugene    | Milcah Cheywa 9 min 13 s 69 (WL, MR)   | 4 pts | Sofia Assefa 9 min 15 s 45 (SB)      | 2 pts | Hiwot Ayalew 9 min 15 s 84 (PB)     | 1 pt  |
| 7 juin 2012 | Oslo      | Milcah Cheywa 9 min 07 s 14 (AR, MR)   | 4 pts | Sofia Assefa 9 min 09 s 00 (NR)      | 2 pts | Hiwot Ayalew 9 min 09 s 61 (PB)     | 1 pt  |
| 6 juillet 2012 | Paris     | Habiba Ghribi 9 min 28 s 81 (MR)       | 4 pts | Lidya Chepkurui 9 min 29 s 02        | 2 pts | Sofia Assefa 9 min 29 s 57          | 1 pt  |
| 13-14 juillet 2012 | Londres   | Ancuta Bobocel 9 min 27 s 24 (PB)      | 4 pts | Polina Jelizarova 9 min 28 s 27 (NR) | 2 pts | Barbara Parker 9 min 29 s 22        | 1 pt  |
| 17 août 2012 | Stockholm | Yuliya Zaripova 9 min 05 s 02 (WL, MR) | 4 pts | Habiba Ghribi 9 min 10 s 36          | 2 pts | Etenesh Diro 9 min 14 s 07 (PB)     | 1 pt  |
| 30 août 2012 | Zurich    | Etenesh Diro 9 min 24 s 97 (MR)        | 8 pts | Hiwot Ayalew 9 min 26 s 99           | 4 pts | Hyvin Kiyeng Jepkemoi 9 min 29 s 70 | 2 pts |
| Records et Performances - AR : Record continental (area record) - CR : Record des championnats (championship record) - MR : Record du meeting (meet record) - NR : Record national (national record) - OR : Record olympique (olympic record) - PR : Record paralympique (paralympic record) - PB : Record personnel (personal best) - SB : Meilleure performance personnelle de la saison (season's best) - WL : Meilleure performance mondiale de l'année (world leader) - WJR : Record du monde junior (world junior record) - WR : Record du monde (world record) Circonstances et Conditions - DNF : N'a pas terminé (did not finish) - DNS : N'a pas pris le départ (did not start) - DQ : Disqualification (disqualification) - NM : Aucun essai valable enregistré (No Mark) - Q : Qualifié « directement » au prochain tour (ou à la prochaine compétition), lors d'une compétition majeure, grâce au classement ou à la réalisation des minima (automatic qualifier) - q : Qualifié au prochain tour (ou à la prochaine compétition), lors d'une compétition majeure, grâce au repêchage ou à la réalisation de l'une des meilleures performances parmi celles des « non qualifiés directement » (grâce au meilleur temps ou à la meilleure distance par exemple) (secondary qualifier) |           |                                        |       |                                      |       |                                     |       |

## Classement général
| Rang | Athlète | Points |
| ---- | ------- | ------ |
| 1    |         |        |
| 2    |         |        |
| 3    |         |        |
| 4    |         |        |
| 5    |         |        |